# Antigoni
Antigoni (titolo internazionale Antigone) è un film greco del 1961 diretto da Yorgos Javellas, basato sull'omonima tragedia di Sofocle.
Il film segue fedelmente la storia del dramma ma si conclude diversamente - invece del ritorno di Creonte dentro il palazzo, come nell'opera teatrale, il film termina con Creonte che rinuncia al trono e si auto-esilia da Tebe.
Il film inaugura i ruoli di personaggi mitologici interpretati da Irene Papas, che sarà protagonista anche in Elettra (1962), Le troiane (1971) e Ifigenia (1977) - escludendo lo sceneggiato televisivo Odissea (1968).

## Trama
Dopo che Edipo si rende conto di aver sposato sua madre Giocasta e abdica da re di Tebe, i suoi figli Eteocle e Polinice si uccidono a vicenda nella lotta per la successione. Creonte, fratello di Giocasta, sale al trono e dà ordine che il corpo di Polinice rimanga insepolto, poiché questi ha assalito Tebe per detronizzare il fratello maggiore.
Antigone, figlia di Edipo, dopo aver tentato invano di coinvolgere la sorella Ismene nel suo progetto, sfida il divieto e seppellisce il fratello. Creonte arresta entrambe le sorelle, ma alla fine decreta che solo Antigone debba essere murata viva, sebbene la giovane donna sia promessa sposa a suo figlio Emone.
Solo il veggente Tiresia riesce alla fine ad aprire gli occhi di Creonte, facendogli capire che il divieto di sepoltura farebbe arrabbiare gli dei. È però troppo tardi: anche se Creonte fa seppellire Polinice ed è disposto a liberare Antigone, questa nel frattempo si è già impiccata nella sua prigione. Poco dopo, anche Emone si suicida e Creonte, ormai distrutto dalle sue stesse azioni, rinuncia al trono.

## Premi e riconoscimenti

### Vinti
- International Film Festival di Salonicco 1961: Irene Papas (migliore attrice), Argyris Kounadis (migliore musica)
- San Francisco International Film Festival 1961: Manos Katrakis (miglior attore)

### Nomination
- Festival Internazionale del Cinema di Berlino 1961: Giorgos Tzavellas (Orso d'Oro)
- Golden Globe 1962: Premio Internazionale Samuel Goldwyn.